# Brachyclados lycioides
Brachyclados lycioides  es una especie de planta fanerógama perteneciente a la familia de las asteráceas. Es originaria de Chile.

## Taxonomía
Brachyclados lycioides fue descrita por David Don y publicado en Philosophical magazine, or annals of chemistry, ... 11: 391. 1832.
Sinonimia
- Baucis lavandulifolia Phil.
- Brachyclados involutus Kuntze
- Brachyclados lycioides var. lycioides
- Brachyclados macrocephalus Kuntze[3]